# 菊地貞三
菊地 貞三（きくち ていぞう、1925年7月19日‐2009年6月4日）は、日本の詩人。

## 略歴
福島県郡山市に生まれる。昭和12年（1937年）安積中学校（福島県立安積高等学校）に進学
、一年次に三谷晃一の勧誘を受け詩誌『蒼空』 『蝋人形』に投稿を始める。昭和16年（1941年）『蠟人形』に入選作「青春の一頁」が掲載される。1945年日本大学文学部を中退する、軍隊に入営（短期）の後間もなく終戦となり、戦後郷里で中学校教師となる。「ほむら詩会」を創設し、後に大滝清雄が主宰した詩会「龍」に合流する。1950年中学教師を辞めて上京しフリーとなり、秋谷豊が創刊した詩会『地球』（第三次）に参加し同人となる。1965年朝日新聞東京本社学芸部記者となり、主に演劇を担当する。1969年朝日新聞名古屋学芸部に転勤、以後9年間詩作から離れる。1978年朝日新聞東京本社に戻る、以後鈴木亨主宰の詩誌「山の樹」を経て「木々」同人。1985年朝日新聞社を定年退社。2009年没。

## 著書
- 『五時の影』 詩集 地球社 1959[7]　国立国会図書館内/図書館送信
- 『奇妙な果実』 詩集 昭森社 1962.1
- 『ここに薔薇あらば』 詩集 花神社 1985.7
- 『金いろのけもの』 詩集 花神社 1990.9
- 『菊地貞三詩集』土曜美術社 1992.2 (日本現代詩文庫)
- 『いつものように』 詩集 花神社 1994.6
- 『雛罌粟のように』 詩集 花神社 1998.2
- 『モロッコのロバ』 詩集 花神社 2001.11
- 『蛇がゆくように』 詩集 花神社 2005.9
- 『あの人 選詩集』 花神社 2008.6
- 『けれど・だなんて』 詩集 花神社 2009.5
- 『菊地貞三詩集』遺稿詩集 花神社 2014.9

## 受賞
- 1960年　第23回　読売短編小説賞　『早春』
- 1985年　第26回　晩翠賞　詩集『ここに薔薇あらば』
- 1995年　第28回　日本詩人クラブ賞　詩集『いつものように』

## 評論・解説
- 「「大つごもり」「サド侯爵夫人」の再演など--6月の公演」『テアトロ』第33巻第9号、1966年8月、63-69頁。
- 「俳優と詩の朗読」『テアトロ』第33巻第13号、1966年12月、101-04頁。
- 「聞かせる演劇--年間の新劇舞台より」『新劇』第14巻第1号、白水社、1967年1月、40-45頁。
- 「文学座「丸山蘭水楼の遊女たち」--あまりに"芝居"的な (劇評)」『テアトロ』 (通号 444)、1980年2月、30-33頁。
- 「東京演劇アンサンブル「銀河鉄道の夜」--詩の演劇的転化の問題 (劇評)」『テアトロ』 (通号 470)、1982年4月、26-27頁。
- 「青年劇場「ブーフーウー殺人事件」--創作推理喜劇誕生 (劇評)」『テアトロ』 (通号 483)、1983年5月、30-31頁。

解説、あとがき

- 「選考のことば / 秋谷豊 ; 内山登美子 ; 片岡文雄 ; 菊地貞三 ; 齋藤怘 ; 坂本明子 ; 鎗田清太郎」、42-48頁。「第十七回現代詩人賞 選考のことば 納得のゆく結着」45頁。『詩学』第54巻第6号 (587)、東京 : 詩学社、岩谷書店、1999年6月、全国書誌番号:00009694、ISSN 1342-5595、doi:10.11501/6065629。
- 「ひとりの女かく生きてあり」門田照子『門田照子詩集』、土曜美術社出版販売〈新・日本現代詩文庫 ; 58〉、2009年。全国書誌番号:21535508、ISBN 978-4-8120-1713-5。
- 「解説 知的抒情のなかの"ふるさと"」三谷晃一『三谷晃一全詩集』刊行編集委員会 (編)、コールサック社、2016年2月　474p。全国書誌番号:22692615、ISBN 978-4-86435-236-9。
- 「あとがき」斎藤哲夫『かまはしの子ら : 詩を書く村の小学生』、柴田書店、1964年。[8]
- 『郵政』、日本郵政公社広報部門広報部。第40巻第1号 (462) (1988年1月) doi:10.11501/2809697から寄稿。全国書誌番号:00023723。
  - 1988年1月「私たちのページ――読者さろん・随筆・詩・短歌・俳句・川柳 / 藤井文則 ; 黒澤路子 ; 岡野敏明 ; 目野成樹 ; 須賀幸恵 ; 菊地貞三 ; 長澤一作 ; 轡田進 ; 志水剣人」67-73頁。
  - 連載「文芸のぺえじ」。第43巻第4号 (501)、1991年4月から第52巻第11号 (616) まで。